# Черен Ольга Миколаївна
Ольга Миколаївна Черен (3 лютого 1972, Маковичі) — голова Ковельської районної державної адміністрації з березня 2021 року.

## Біографія
Ольга Черен народилася в 1972 році в селі Маковичі Турійського району. У 2000 році вона закінчила Волинський державний університет, і до 2010 року працювала вчителькою початкових класів у школі села Маковичі. У 2010 році Ольгу Черен обрали головою Турійської районної ради, й на цій посаді вона працювала аж до березня 2020 року, після чого її призначили головою Турійської районної державної адміністрації. Одночасно з перебуванням на новій посаді вона у 2015 здобула другу вищу освіту за спеціальністю «державна служба» в Тернопільському національному економічному університеті. 23 березня 2021 року Президент України Володимир Зеленський підписав розпорядження про призначення Ольги Черен головою Ковельської районної державної адміністрації.